# Grumpy Cat
Tardar Sauce (em português: Molho tártaro; Morristown, 4 de abril de 2012 — 14 de maio de 2019), vulgarmente conhecida como Grumpy Cat (em português: Gata Rabugenta), foi uma gata norte-americana que tornou-se celebridade da internet. Ela era conhecida por sua aparência facial permanentemente "rabugenta", causada por um nanismo felino. A mesma ganhou destaque quando uma foto sua foi postada em 22 de setembro de 2012, no sítio de notícias Reddit por Bryan Bundesen, o irmão de sua dona, Tabatha Bundesen. No mesmo ano, participou do Today da NBC.
Em 2013, participou de diversos programas de televisão, como o Good Morning America da ABC, Evening News da CBS, Big Morning Buzz Live do VH1, The Soup da E! e American Idol da FOX. Além disso, esteve na Barnes & Noble para lançar seu livro, Grumpy Cat: A Grumpy Book, e na BookExpo America promovendo-o.
Lolcats e paródias criadas por usuários do Reddit se tornaram virais. Ela foi tema de memes populares da internet, no qual suas fotografias eram usadas para representar negatividade e cinismo. A mesma morreu em casa nos braços de Tabatha após complicações de uma infecção do trato urinário em 14 de maio de 2019. Sua morte foi anunciada em 17 de maio nas redes sociais.

## História
Tardar Sauce foi uma de quatro gatinhos nascidos de uma gata de chita e um gato malhado de cor azul e branco, na casa de Tabatha Bundesen, em Morristown, Arizona, Estados Unidos. Os familiares da dona disseram que o seu rosto parecia mal-humorado porque ela tinha nanismo. Embora a mãe e o pai tenham sido descritos como "gatos domésticos de cabelo curto e tamanho normal", ela foi subdimensionada e tinha patas traseiras que são "um pouco diferentes". Tanto ela como seu irmão, Pokey, nasceram com "um rosto achatado, olhos esbugalhados e uma cauda curta". Embora ela tivesse uma aparência "rabugenta" e fosse chamada de "gata mal-humorada", de acordo com Bundesen, "noventa e nove por cento das vezes ela é apenas uma gata comum".
O gerenciador Ben Lashes a representou, além dos gatos Keyboard e Nyan. Em 2013, Bundesen tirou uma licença de seu emprego na Red Lobster para gerenciar a agenda da gata, enquanto seu irmão, Bryan Bundesen, gerenciou o sítio, YouTube e redes sociais da mesma. Em março do mesmo ano, Bundesen indicou que Tardar Sauce lhe deu uma renda de "cinco dígitos" e, em agosto de 2018, apesar de não revelarem o valor líquido da marca, estimou-se na internet entre US$ 1 milhão e US$ 100 milhões. Em 5 de março de 2019, a gata tinha 8,3 milhões de seguidores no Facebook, além de 2,4 milhões no Instagram e 1,5 milhão no Twitter. Ela morreu em casa depois de complicações de uma infecção do trato urinário no dia 14 de maio de 2019.

## Carreira

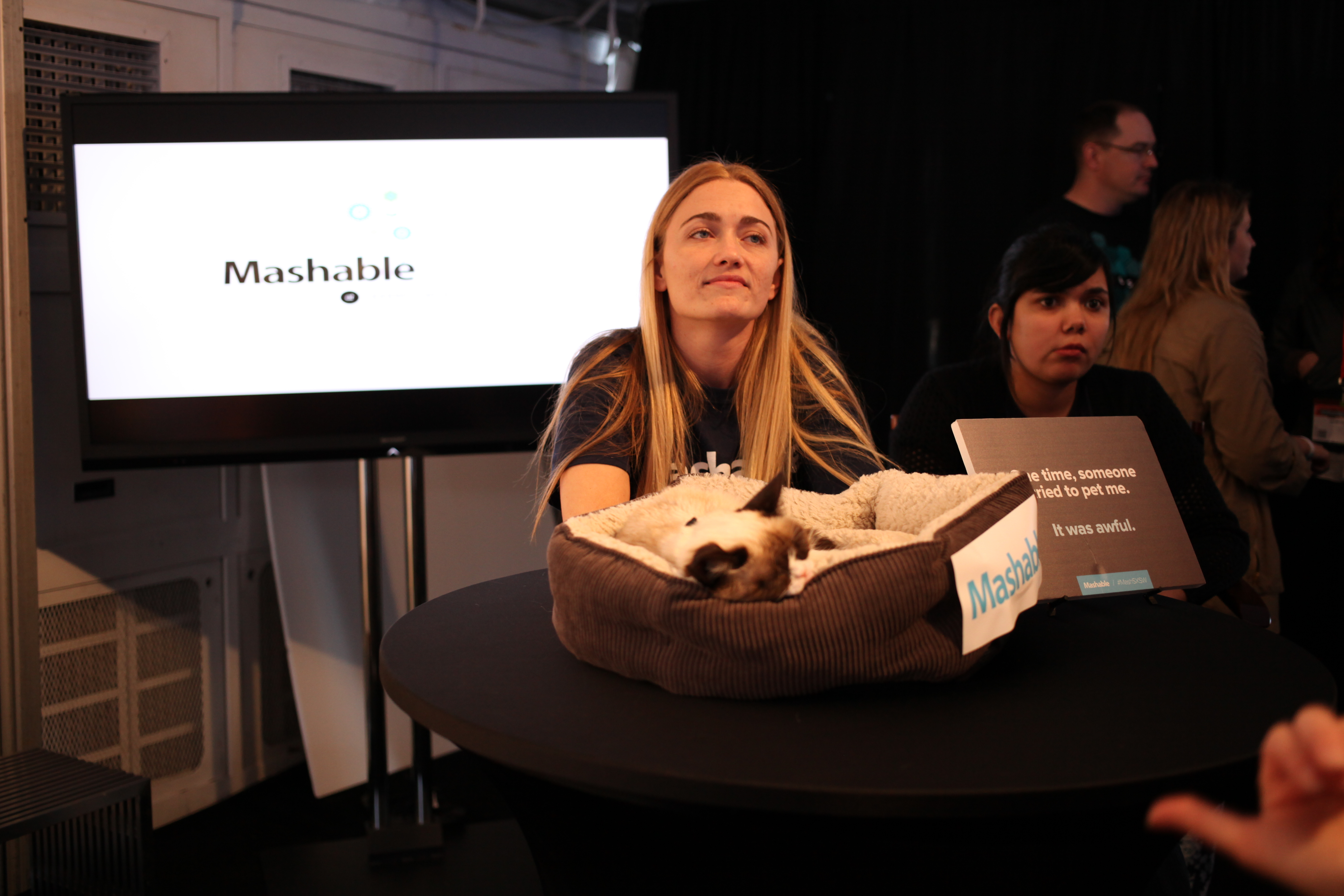
Tabatha Bundesen, dona da gata, em março de 2013.

Após sua estreia em 2012, Grumpy Cat fez muitas aparições na mídia, geralmente acompanhada por Tabatha Bundesen, sua dona, Bryan Bundesen, irmão de Tabatha, e, ocasionalmente, Chrystal, filha de Tabatha. Em março de 2013, ela participou do South by Southwest Interactive (SXSW), hospedado no Mashable House, onde aparecia duas horas por dia. A CNN, CBS e CNET a chamaram de "maior estrela" do evento sob Elon Musk, Al Gore e Neil Gaiman. Mais de 600 fãs esperaram por horas na fila, que tinha quase três quarteirões, para tirar uma foto com ela. Entre a multidão estava o empresário Dennis Crowley, o cantor Andrew W.K. e o ator Ian Somerhalder. Somerhalder tirou fotos com a gata e a chamou de "novo amor", além disso, descreveu-a como "muito empolgada", "doce como torta de abóbora" e "incrível".
Em 22 de março de 2013, a gata viajou para a cidade de Nova Iorque e apareceu no Good Morning America, no Anderson Live e visitou a Time para um photoshoot. Michael Noer "entrevistou" a gata para a revista Forbes, lançada em 25 de março de 2013. Sentados em frente um ao outro em cadeiras de veludo vermelho, Noer satiricamente supõe que as performances dela têm "bases filosóficas profundas", "angústia existencial" e "niilismo", em seguida, passa a citar Franz Kafka, ao qual ela "responde" através de uma imagem macro popular com letra Impact: "Eu li Kafka uma vez. Queria que eu não tivesse".
Grumpy Cat apareceu em episódios do game show "Will Kitty Play With It?" da Friskies no YouTube. Em setembro de 2013, foi anunciado que ela se tornaria a representante da marca. A TMZ informou que para um evento em Austin, Texas, a Friskies pagou por voos de primeira classe, um quarto de hotel privado com cama king-size, um assistente pessoal, um motorista, comida ilimitada e água. Em 2014, a mesma apareceu no final da temporada de The Bachelorette, na ABC, e foi a convidada especial na edição de 17 de novembro de Monday Night Raw, na WWE. Em 2016 fez uma aparição especial em Bizaardvark da Disney Channel. Ela também foi destaque em campanhas de publicidade para a General Mills, além de aparições públicas para promover sua própria marca.
Em agosto de 2018, a Grumpy Cat Limited mantinha oito marcas registradas no Escritório de Marcas e Patentes dos Estados Unidos; 1082 itens estavam disponíveis na loja online oficial. Camisetas, canecas e brinquedos são anunciados no sítio oficial e vendidos no Hot Topic. A pelúcia original foi produzida pela Gund, embora em agosto de 2018 nenhuma mercadoria da gata estivesse disponível no sítio da fábrica. Ganz, a empresa por trás do Webkinz, produziu uma pequena boneca dela que permitia a qualquer pessoa brincar com sua aparência pela web. Além disso, a Chronicle Books publicou um calendário de parede com a gata todos os anos desde 2013, tendo a edição de 2019 disponível em agosto de 2018.

### Filme
Grumpy Cat aparece em Lil Bub & Friendz, um documentário que estreou no Festival de Cinema de Tribeca em 18 de abril de 2013 e ganhou o prêmio de melhor longa-metragem. Em maio de 2013, a Broken Road Productions a escolheu para uma adaptação dos "filmes de longa-metragem de Garfield". O produtor Todd Garner disse: "Achamos que podemos construir uma grande comédia familiar em torno dessa personagem".
Em 11 de junho de 2014, foi anunciado que a Lifetime produziria um filme estrelado pela gata, intitulado Grumpy Cat's Worst Christmas Ever. O filme estreou em 29 de novembro de 2014. Tim Hill, diretor do filme, e Jeff Morris escreveram o roteiro, as gravações ocorreram durante o verão. Aubrey Plaza a dublou e também foi produtor do filme. Em 6 de novembro de 2014, a Lifetime lançou um vídeo irônico sobre o elenco e o "processo" de Plaza para fazer a voz da gata.

### Livros
O livro oficial da gata, Grumpy Cat: A Grumpy Book, foi publicado em 23 de julho de 2013, pela Chronicle Books. O livro está disponível em formatos impressos e digitais de varejistas em todo o mundo. Ele estreou na 8.ª colocação de livros de capa dura não-ficcionais na lista de best-sellers da Publishers Weekly. Outro livro dela, chamado Grumpy Guide to Life: Observations by Grumpy Cat, estreou em terceiro lugar na lista de best-sellers do The New York Times, How-To e Miscellaneous Bestseller. A Dynamite Entertainment publica uma história em quadrinhos sobre ela e seu irmão, intitulada The Misadventures of Grumpy Cat e Pokey. A Dover Publications também publicou livros de bonecas, adesivos e coloração da gata.

### Produtos digitais
Em dezembro de 2013, um jogo eletrônico de combinação chamado Grumpy Cat: Unimpressed foi lançado pela Ganz Studios e pode ser reproduzido no Facebook, dispositivos iOS e Android. Os jogadores destravam os memes da gata quando passam de nível e ela pode ficar brava. Em junho de 2016, a Weather Creative Inc. lançou um aplicativo climático para dispositivos iOS e Android chamado Grumpy Cat Weather, como uma continuação da popular participação da gata em 2013 no aplicativo Weather Kitty. Nele, os usuários podem verificar a previsão de humor da gata todos os dias. Em dezembro de 2016, a Lucky Kat Studios lançou um aplicativo de jogo chamado Grumpy Cat's Worst Game Ever. Além dos minijogos, os jogadores podem desbloquear adesivos (somente para iOS) e compartilhar memes.

## Controvérsias
Em maio de 2013, a Grumpy Cat Limited fez uma parceria com a Grenade Beverage LLC para comercializar o "Grumppuccino", um café gelado. Em dezembro de 2015, a empresa Grumpy Cat entrou com uma ação contra sua parceira alegando violação de marca quando a empresa de bebidas expandiu sua linha de ofertas de café além do que foi originalmente acordado, produzindo e comercializando um café moído torrado mesmo depois de ser especificamente dito via e-mail que eles não foram aprovados para fazê-lo. Em janeiro de 2018, o júri do Tribunal Federal da Califórnia aceitou a alegação e ordenou o pagamento de US$ 710 mil por violação de direitos autorais.

## Prêmios
- A MSNBC a nomeou a gata mais influente de 2012.[72]
- Grumpy Cat ganhou o prêmio Meme do Ano do BuzzFeed no Webby Awards de 2013,[73][74] além disso, ganhou o prêmio Golden Kitty.[75][76]
- Ela ganhou o Prêmio de Realização Lifetime em 2013.[77]
- Swarm, da Foursquare, lançou um adesivo de edição limitada com a gata.[78]
- Ela ganhou o Prêmio Voz do Povo na categoria Conteúdo Social e Marketing – Animais, no Webby Awards 2015.[79]
- Ela ganhou o Prêmio Voz do Povo na categoria Conteúdo Social e Marketing